# كريس فرينش
كريس فرينش (بالإنجليزية: Christopher French)‏ هو عالم نفس بريطاني، ولد في 6 أبريل 1956 في إنجلترا في المملكة المتحدة.

## وصلات خارجية
- الموقع الرسمي
- كريس فرينش على موقع IMDb (الإنجليزية)
- كريس فرينش على موقع قاعدة بيانات الفيلم (الإنجليزية)